# أوسكار بريفوست
أوسكار بريفوست هو سياسي كندي، ولد في 30 أبريل 1832 في كندا، وتوفي في 15 فبراير 1898 في سان جيروم في كندا. حزبياً، نشط في الحزب الليبرالي الكندي. وقد انتخب عضو مجلس العموم الكندي.